# Liste der Kulturdenkmale in Römhild
Die Liste der Kulturdenkmale in Römhild umfasst die als Ensembles, Einzeldenkmale und Bodendenkmale erfassten Kulturdenkmale in der thüringischen Gemeinde Römhild und ihrer Ortsteile (Stand: 11. Februar 2025).
Die Angaben in der Liste ersetzen nicht die rechtsverbindliche Auskunft der zuständigen Denkmalschutzbehörde.

## Legende
- Bild: zeigt ein Bild des Kulturdenkmals und gegebenenfalls einen Link zu weiteren Fotos des Kulturdenkmals im Medienarchiv Wikimedia Commons
- Bezeichnung: Name, Bezeichnung oder die Art des Kulturdenkmals
- Lage: Wenn vorhanden Straßenname und Hausnummer des Kulturdenkmals; Grundsortierung der Liste erfolgt nach dieser Adresse. Der Link Karte führt zu verschiedenen Kartendarstellungen und nennt die Koordinaten des Kulturdenkmals.
 Kartenansicht, um Koordinaten zu setzen – in dieser Kartenansicht sind Kulturdenkmale ohne Koordinaten mit einem roten bzw. orangen Marker dargestellt und können in der Karte gesetzt werden. Kulturdenkmale ohne Bild sind mit einem blauen bzw. roten Marker gekennzeichnet, Kulturdenkmale mit Bild mit einem grünen bzw. orangen Marker.
- Datierung: gibt das Jahr der Fertigstellung beziehungsweise das Datum der Erstnennung oder den Zeitraum der Errichtung an
- Beschreibung: bauliche und geschichtliche Einzelheiten des Kulturdenkmals, vorzugsweise die Denkmaleigenschaften
- ID: Die ID identifiziert das Kulturdenkmal eindeutig. In Thüringen sind aktuell keine IDs veröffentlicht. In der ID-Spalte kann sich auch folgendes Icon  befinden, dies führt zu Angaben zu diesem Kulturdenkmal bei Wikidata.

## Ensemble

### Eicha
| Bild | Bezeichnung                               | Lage    | Datierung | Beschreibung | ID |
| ---- | ----------------------------------------- | ------- | --------- | ------------ | -- |
| BW   | Kennzeichnendes Ortsbild Dorfanlage Eicha | (Karte) |           |              |    |

### Gleichamberg
| Bild | Bezeichnung                                   | Lage                                                            | Datierung | Beschreibung | ID |
| ---- | --------------------------------------------- | --------------------------------------------------------------- | --------- | ------------ | -- |
| BW   | Kennzeichnendes Straßenbild Untere Dorfstraße | Untere Dorfstraße 1, 2, 3, 4, 5, 6, 7, 8, 9, 10, 11, 13 (Karte) |           |              |    |

### Gleicherwiesen
| Bild                           | Bezeichnung        | Lage                                                                                            | Datierung | Beschreibung | ID |
| ------------------------------ | ------------------ | ----------------------------------------------------------------------------------------------- | --------- | ------------ | -- |
| weitere Bilder Fotos hochladen | Jüdischer Friedhof | Trinkhügel o. Nr. am Streufdorfer Weg (südlich außerhalb der Ortslage) Flurstück(e) 939 (Karte) |           |              |    |

### Milz
| Bild | Bezeichnung                            | Lage    | Datierung | Beschreibung | ID |
| ---- | -------------------------------------- | ------- | --------- | ------------ | -- |
| BW   | Kennzeichnendes Ortsbild Ortskern Milz | (Karte) |           |              |    |

### Römhild
| Bild | Bezeichnung                               | Lage | Datierung | Beschreibung | ID |
| --- | ----------------------------------------- | --- | --------- | ------------ | -- |
| [[Vorlage:Bilderwunsch/code!/O:!/C:50.396605,10.538217!/D:Am Stift 1–7; An der Mauer 2, 4–8, 10, 11; Apothekergasse 1–7, 9, 11; Dr.-Ernst-Hönn-Straße 1–17, 19, 21–29, 31; Griebelstraße 1–6, 28; Gustav-F.-Höfling-Straße 2, 4; Hohe Gasse 1–11; Langsgasse 2; Markt 1–3, 3a, 4–12, 14; Nierleinsgasse 1–11, 13, 15; Römhilder Froschgasse 1, 2, 4, 6; Römhilder Steinweg 1; Schloßgasse 1–6, 8, 10; Schulstraße 1; Stephansklostergasse 1–5, 7, 19; Töpfermarkt 1–3, 5; Viehmarkt 2, 4, 6, 8, 8a, 10; Webergasse 1, 3, 5, 7, 9 Flurstück(e) 632/6, 632/8, 632/9, 633/2, 634/2, 635/2, 636/2, 637/2, 638/2, 639, 640, 641/3, 641/5, 641/6, 642/5, 643/2, 644/2, 645/2, 646/4, 646/5, 647/1, 647/2, 648/2, 648/3, 648/4, 649/2, 650, 651, 652, 653/4, 653/5, 654, 655, 770/8, 770/10, 770/20, 770/24; Flurstück(e) 2/2, 8/2, 9/2, 13/2, 14/1, 16, 17, 18, 19/2, 20, 21, 22, 23, 24/2, 26, 27, 28/1, 33/3, 34, 35/2, 36, 38/2, 39, 40/3, 45/2, 46, 47/3, 47/5, 48/2, 49, 50/2, 52/5, 53, 54, 60/1, 63/1, 67, 68, 69, 70, 71, 72, 73, 74, 75/7, 76, 77, 78, 79, 80, 81/3, 87/2, 88/1, 88/2, 89, 90/1, 91, 99, 101, 102, 102/7, 102/8, 106/2, 111, 112/2, 115, 116, 117/1, 117/2, 118/2, 119/3, 119/4, 120/1, 124, 125, 126, 127,128, 129, 130, 131/2, 132, 133, 134, 135, 136/1, 136/2, 138, 139, 140, 141, 142, 143, 144, 145, 146, 147, 148, 149, 150, 151, 152, 155/1, 156, 159/2, 160/3, 160/4, 161, 162, 163, 164, 165, 166, 167, 168, 169, 1; Flurstück(e) 170/2, 173/2, 180/3, 182, 183, 184, 185/5, 185/7, 185/8, 186/2, 189/2, 190/2, 191/2, 193/2, 196, 197, 198, 199, 200/2, 201/2, 202, 203/2, 210/2, 216/2, 217/4, 217/5, 221/3, 226/2, 227/2, 228/2, 237/2, 238/1, 240/6, 241/8, 241/9, 246/4, 250/2, 253, 254, 255, 256, 257, 258, 259, 260, 261, 262, 263, 264, 265, 266, 267, 268, 269, 270, 271/4, 272/1, 277, 278, 279, 280, 281/2, 282, 283/2, 285, 286, 287/3, 290, 291, 292, 293, 294, 295/2, 298/2, 303/2, 310/3, 310/4, 314/2, 318/3, 320/2, 324/2, 325/2, 331/2, 331/3, 331/4, 332/2, 333/2, 340/2, 343/2, 348/2, 350/3, 355/2, 357/3, 358/2, 359; Flurstück(e) 359, 361/4, 361/6, 361/7, 362/3, 364/4, 365/6, 366, 367/6, 367/7, 367/8, 375, 376, 377/2, 378/3, 379, 380/2, 381, 382, 383, 384, 385/2, 386/3, 389/3, 389/4, 390/3, 391/2, 392/2, 393/2, 399/2, 400, 401, 402, 403, 404/2, 405, 406/10, 406/11, 406/12, 406/15, 407, 408, 409, 410,411, 412, 413, 414/1, 415, 417, 418/1, 423/1, 433/3, 435/2, 436/2, 438/3, 438/4, 439, 442/2, 443/4, 443/5, 446/3, 448/3, 448/6, 448/8, 448/9, 453/11, 453/6, 453/8, 455/9, 455/11, 455/12, 455/14, 455/15, 457/5, 458/6, 458/7, 458/9, 458/10, 462/3, 462/4, 462/5, 462/6, 464/12, 482/2, 485/3, 486/2, 486/3, 487, 489/3, 489/5, 489/6,, Bauliche Gesamtanlage Stadtkern Römhild!/\|BW]] | Bauliche Gesamtanlage Stadtkern Römhild   | Am Stift 1–7; An der Mauer 2, 4–8, 10, 11; Apothekergasse 1–7, 9, 11; Dr.-Ernst-Hönn-Straße 1–17, 19, 21–29, 31; Griebelstraße 1–6, 28; Gustav-F.-Höfling-Straße 2, 4; Hohe Gasse 1–11; Langsgasse 2; Markt 1–3, 3a, 4–12, 14; Nierleinsgasse 1–11, 13, 15; Römhilder Froschgasse 1, 2, 4, 6; Römhilder Steinweg 1; Schloßgasse 1–6, 8, 10; Schulstraße 1; Stephansklostergasse 1–5, 7, 19; Töpfermarkt 1–3, 5; Viehmarkt 2, 4, 6, 8, 8a, 10; Webergasse 1, 3, 5, 7, 9 Flurstück(e) 632/6, 632/8, 632/9, 633/2, 634/2, 635/2, 636/2, 637/2, 638/2, 639, 640, 641/3, 641/5, 641/6, 642/5, 643/2, 644/2, 645/2, 646/4, 646/5, 647/1, 647/2, 648/2, 648/3, 648/4, 649/2, 650, 651, 652, 653/4, 653/5, 654, 655, 770/8, 770/10, 770/20, 770/24; Flurstück(e) 2/2, 8/2, 9/2, 13/2, 14/1, 16, 17, 18, 19/2, 20, 21, 22, 23, 24/2, 26, 27, 28/1, 33/3, 34, 35/2, 36, 38/2, 39, 40/3, 45/2, 46, 47/3, 47/5, 48/2, 49, 50/2, 52/5, 53, 54, 60/1, 63/1, 67, 68, 69, 70, 71, 72, 73, 74, 75/7, 76, 77, 78, 79, 80, 81/3, 87/2, 88/1, 88/2, 89, 90/1, 91, 99, 101, 102, 102/7, 102/8, 106/2, 111, 112/2, 115, 116, 117/1, 117/2, 118/2, 119/3, 119/4, 120/1, 124, 125, 126, 127,128, 129, 130, 131/2, 132, 133, 134, 135, 136/1, 136/2, 138, 139, 140, 141, 142, 143, 144, 145, 146, 147, 148, 149, 150, 151, 152, 155/1, 156, 159/2, 160/3, 160/4, 161, 162, 163, 164, 165, 166, 167, 168, 169, 1; Flurstück(e) 170/2, 173/2, 180/3, 182, 183, 184, 185/5, 185/7, 185/8, 186/2, 189/2, 190/2, 191/2, 193/2, 196, 197, 198, 199, 200/2, 201/2, 202, 203/2, 210/2, 216/2, 217/4, 217/5, 221/3, 226/2, 227/2, 228/2, 237/2, 238/1, 240/6, 241/8, 241/9, 246/4, 250/2, 253, 254, 255, 256, 257, 258, 259, 260, 261, 262, 263, 264, 265, 266, 267, 268, 269, 270, 271/4, 272/1, 277, 278, 279, 280, 281/2, 282, 283/2, 285, 286, 287/3, 290, 291, 292, 293, 294, 295/2, 298/2, 303/2, 310/3, 310/4, 314/2, 318/3, 320/2, 324/2, 325/2, 331/2, 331/3, 331/4, 332/2, 333/2, 340/2, 343/2, 348/2, 350/3, 355/2, 357/3, 358/2, 359; Flurstück(e) 359, 361/4, 361/6, 361/7, 362/3, 364/4, 365/6, 366, 367/6, 367/7, 367/8, 375, 376, 377/2, 378/3, 379, 380/2, 381, 382, 383, 384, 385/2, 386/3, 389/3, 389/4, 390/3, 391/2, 392/2, 393/2, 399/2, 400, 401, 402, 403, 404/2, 405, 406/10, 406/11, 406/12, 406/15, 407, 408, 409, 410,411, 412, 413, 414/1, 415, 417, 418/1, 423/1, 433/3, 435/2, 436/2, 438/3, 438/4, 439, 442/2, 443/4, 443/5, 446/3, 448/3, 448/6, 448/8, 448/9, 453/11, 453/6, 453/8, 455/9, 455/11, 455/12, 455/14, 455/15, 457/5, 458/6, 458/7, 458/9, 458/10, 462/3, 462/4, 462/5, 462/6, 464/12, 482/2, 485/3, 486/2, 486/3, 487, 489/3, 489/5, 489/6, (Karte) |           |              |    |
| [[Vorlage:Bilderwunsch/code!/O:!/C:50.398106,10.541242!/D:Heugasse 1; Kugelrasen 1; Viehmarkt 1, 3, 5, 7, 9, 11, 13, 15, 17 Flurstück(e) 808, 810/3, 813/2, 817, 818/3, 821/13, 821/17, 821/18, 821/19, 821/21, 829/2, 830/2, 831/1, 834/3, 836/4, 836/5, 861, Kennzeichnendes Platzbild Viehmarkt!/\|BW]] | Kennzeichnendes Platzbild Viehmarkt       | Heugasse 1; Kugelrasen 1; Viehmarkt 1, 3, 5, 7, 9, 11, 13, 15, 17 Flurstück(e) 808, 810/3, 813/2, 817, 818/3, 821/13, 821/17, 821/18, 821/19, 821/21, 829/2, 830/2, 831/1, 834/3, 836/4, 836/5, 861 (Karte) |           |              |    |
| [[Vorlage:Bilderwunsch/code!/O:!/C:50.400817,10.590118!/D:Waldhaussiedlung 2, 4, 5, 8, 9, 10, 11, 12, 13, 15, 17, 17a, 19 Flurstück(e) 3565/9, 3566/7, 3568/2, 3572/11, 3572/12, 3572/13, 3572/8, 3574/4, 3574/6, 3574/7, 3574/8, 3582/6, 3582/8, 3582/10, 3582/22, 3582/25, 3582/26, 3582/27, 3582/28, 3582/29,3582/30, 3582/31, 3582/32, 3582/33, 3582/34, 3582/35, 3584/16, 3584/18, 3584/19, 3584/20, 3584/21, Kennzeichnendes Ortsbild Waldhaussiedlung!/\|BW]] | Kennzeichnendes Ortsbild Waldhaussiedlung | Waldhaussiedlung 2, 4, 5, 8, 9, 10, 11, 12, 13, 15, 17, 17a, 19 Flurstück(e) 3565/9, 3566/7, 3568/2, 3572/11, 3572/12, 3572/13, 3572/8, 3574/4, 3574/6, 3574/7, 3574/8, 3582/6, 3582/8, 3582/10, 3582/22, 3582/25, 3582/26, 3582/27, 3582/28, 3582/29,3582/30, 3582/31, 3582/32, 3582/33, 3582/34, 3582/35, 3584/16, 3584/18, 3584/19, 3584/20, 3584/21 (Karte) |           |              |    |

### Simmershausen
| Bild | Bezeichnung                                       | Lage    | Datierung | Beschreibung | ID |
| ---- | ------------------------------------------------- | ------- | --------- | ------------ | -- |
| BW   | Kennzeichnendes Ortsbild Dorfanlage Simmershausen | (Karte) |           |              |    |

### Sülzdorf
| Bild | Bezeichnung                                  | Lage               | Datierung | Beschreibung | ID |
| ---- | -------------------------------------------- | ------------------ | --------- | ------------ | -- |
| BW   | Kennzeichnendes Ortsbild Dorfanlage Sülzdorf | Ortsstraße (Karte) |           |              |    |

## Einzeldenkmale

### Bedheim
| Bild                           | Bezeichnung                                                                          | Lage | Datierung | Beschreibung | ID |
| ------------------------------ | ------------------------------------------------------------------------------------ | --- | --------- | ------------ | -- |
| BW                             | Brunnen                                                                              | Dr.-Rühle-von-Lilienstern-Straße 17 (Karte) |           |              |    |
| BW                             | Wohnhaus mit Nebengebäude                                                            | Dr.-Rühle-von-Lilienstern-Straße 19 (Karte) |           |              |    |
| BW                             | Ehem. Pfarrgut                                                                       | Dr.-Rühle-von-Lilienstern-Straße 21 (Karte) |           |              |    |
| weitere Bilder Fotos hochladen | Kirche / Evangelische Kiliankirche                                                   | Dr.-Rühle-von-Lilienstern-Straße 25 Flurstück(e) 60/1 (Karte) |           |              |    |
| BW                             | Wappenstein                                                                          | Gartenweg 2a (Karte) |           |              |    |
| BW                             | Mühle mit Nebengebäude / Schloßmühle                                                 | Gottesnamengasse 8 (Karte) |           |              |    |
| BW                             | Brauhaus und Backhaus                                                                | Hauptstraße 18 (Karte) |           |              |    |
| Fotos hochladen                | Wohnhaus                                                                             | Hauptstraße 7 (Karte) |           |              |    |
| weitere Bilder Fotos hochladen | Schloss mit Wirtschafts- und Nebengebäude, Grundstück, Einfriedung und Brunnenanlage | Schloss 1, 2, 3, 4, 5, 6, 7, 8, 9 Flurstück(e) 44/1, 44/2, 46, 47/3, 47/4, 48/2, 50/3, 50/4, 51/2, 51/5, 51/6, 52/3, 57/2, 59/4, 59/5, 66/2, 454/2, 455, 456/2, 457/2, 462/4, 462/5, 524/28, 525, 528, 533, 534 (Karte) |           |              |    |

### Eicha
| Bild                           | Bezeichnung                                   | Lage                                                                             | Datierung | Beschreibung | ID |
| ------------------------------ | --------------------------------------------- | -------------------------------------------------------------------------------- | --------- | ------------ | -- |
| weitere Bilder Fotos hochladen | Kirche, Ausstattung, Friedhof und Einfriedung | Dorfstraße o. Nr. auch im ENS Dorfanlage Flurstück(e) 90, 91 (Karte)             |           |              |    |
| BW                             | Gehöft                                        | Dorfstraße 16 auch im ENS Dorfanlage Flurstück(e) 73 (Karte)                     |           |              |    |
| BW                             | Wohnhaus mit Nebengebäude                     | Dorfstraße 2 auch im ENS Dorfanlage Flurstück(e) 63 (Karte)                      |           |              |    |
| BW                             | Backhaus und Wohnhaus                         | Dorfstraße 26 auch im ENS Dorfanlage Flurstück(e) 98 (Karte)                     |           |              |    |
| BW                             | Gehöft                                        | Dorfstraße 41 auch im ENS Dorfanlage Flurstück(e) 18 (Karte)                     |           |              |    |
| BW                             | Gehöft                                        | Dorfstraße 43, 45 auch im ENS Dorfanlage Flurstück(e) 16, 17 (Karte)             |           |              |    |
| BW                             | Gehöft                                        | Dorfstraße 54 auch im ENS Dorfanlage Flurstück(e) 126/2 (Karte)                  |           |              |    |
| BW                             | Gehöft                                        | Dorfstraße 59 auch im ENS Dorfanlage Flur 6 / Flurstück(e) 5 (Karte)             |           |              |    |
| BW                             | Gasthof                                       | Trappstadter Straße 6 auch im ENS Dorfanlage Flurstück(e) 32/2, 32/3, 33 (Karte) |           |              |    |
| BW                             | Gehöft                                        | Trappstadter Straße 8 auch im ENS Dorfanlage Flurstück(e) 34/2, (34/1) (Karte)   |           |              |    |

### Gleichamberg
| Bild                           | Bezeichnung | Lage                                                                                         | Datierung | Beschreibung | ID |
| ------------------------------ | --- | -------------------------------------------------------------------------------------------- | --------- | ------------ | -- |
| BW                             | Wohnstallhaus | Am Kroatengarten 1a, 1b Gemarkung Gleichamberg / Flurstück(e) 247/1 (Karte)                  |           |              |    |
| BW                             | Wohnhaus | Basaltwerkstraße 10 Gemarkung Gleichamberg / Flurstück(e) 380/5 (Karte)                      |           |              |    |
| BW                             | Feuerwehrgerätehaus | Gleicherwieser Straße o. Nr. Gemarkung Gleichamberg / Flurstück(e) 322 (Karte)               |           |              |    |
| BW                             | Wohnhaus mit Vorgarten und Einfriedung                                                                                       | Neuer Weg 14 Gemarkung Gleichamberg / Flurstück(e) 590/7, 591/7, 591/17 (Karte)              |           |              |    |
| BW                             | Wohnhaus | Obere Dorfstraße 20 Gemarkung Gleichamberg / Flurstück(e) 77/5 (Karte)                       |           |              |    |
| BW                             | Pfarrhaus | Pfarrgasse 2 Gemarkung Gleichamberg / Flurstück(e) 98/3 (Karte)                              |           |              |    |
| BW                             | Kindergarten | Schäfersgasse 19 Gemarkung Gleichamberg / Flurstück(e) 1731/3, 1731/4 (Karte)                |           |              |    |
| BW                             | Brunnen | Schmiedgasse o. Nr. Gegenüber der Kirche Gemarkung Gleichamberg / Flurstück(e) 125/7 (Karte) |           |              |    |
| BW                             | Schule / Alte Schule | Schmiedgasse 22, 24 Gemarkung Gleichamberg / Flurstück(e) 106/2 (Karte)                      |           |              |    |
| weitere Bilder Fotos hochladen | Kirche mit Ausstattung, Friedhof, Einfriedung, Terrassierung und Treppenanlage / Evangelisch-lutherische Kirche St. Nikolaus | Schmiedgasse 28 Gemarkung Gleichamberg / Flurstück(e) 102/2 (Karte)                          |           |              |    |
| BW                             | Wohnhaus | Untere Bergstraße 15 Gemarkung Gleichamberg / Flurstück(e) 1778/5 (Karte)                    |           |              |    |
| BW                             | Wohnhaus | Untere Dorfstraße aktuelle Hausnummer und genaue Lage unbekannt (Karte)                      |           |              |    |
| BW                             | Wohnhaus | Untere Dorfstraße genaue Lage und aktuelle Hausnummer unbekannt (Karte)                      |           |              |    |
| BW                             | Wohnhaus | Untere Dorfstraße aktuelle Hausnummer und genaue Lage unbekannt (Karte)                      |           |              |    |
| BW                             | Wohnhaus | Untere Dorfstraße aktuelle Hausnummer und genaue Lage unbekannt (Karte)                      |           |              |    |
| BW                             | Wohnhaus | Untere Dorfstraße aktuelle Hausnummer und genaue Lage unbekannt (Karte)                      |           |              |    |
| BW                             | Wohnhaus | Untere Dorfstraße aktuelle Hausnummer und genaue Lage unbekannt (Karte)                      |           |              |    |
| BW                             | Grabkreuz | auf dem Friedhof (Karte)                                                                     |           |              |    |

### Gleicherwiesen
| Bild                           | Bezeichnung                                                          | Lage                                       | Datierung | Beschreibung | ID |
| ------------------------------ | -------------------------------------------------------------------- | ------------------------------------------ | --------- | ------------ | -- |
| weitere Bilder Fotos hochladen | Kirche mit Ausstattung / Evangelisch-lutherische Kirche St. Nikolaus | Marktplatz 1 Flurstück(e) 203/2 (Karte)    |           |              |    |
| BW                             | Gasthaus / Zum goldenen Lamm                                         | Zum Milzgrund 1 Flurstück(e) 212/7 (Karte) |           |              |    |

### Haina
| Bild                                    | Bezeichnung                                                                                       | Lage                                                                         | Datierung | Beschreibung | ID |
| --------------------------------------- | ------------------------------------------------------------------------------------------------- | ---------------------------------------------------------------------------- | --------- | ------------ | -- |
| Fotos hochladen                         | Pfarrhaus mit Nebengebäude, Grundstück und Einfriedung                                            | Am Pfarrhügel 1 Flurstück(e) 359/2 (Karte)                                   |           |              |    |
| BW                                      | Gut                                                                                               | Am Pfarrhügel 2 Flurstück(e) 357/6 (Karte)                                   |           |              |    |
| BW                                      | Brunnenhaus / Löffelbrunnen                                                                       | Hainaer Dorfstraße o. Nr. Flurstück(e) 216/13 (Karte)                        |           |              |    |
| BW                                      | Wohnhaus                                                                                          | Hainaer Dorfstraße 12 (Karte)                                                |           |              |    |
| BW                                      | Gehöft                                                                                            | Hainaer Dorfstraße 15 Flurstück(e) 61/5, 62/4 (Karte)                        |           |              |    |
| BW                                      | Wohn- und Geschäftshaus mit Hofgebäude                                                            | Hainaer Dorfstraße 22 Flurstück(e) 191/5 (Karte)                             |           |              |    |
| BW                                      | Heimatstube                                                                                       | Hainaer Dorfstraße 32 Flurstück(e) 215 (Karte)                               |           |              |    |
| Direkt Bild zu diesem Denkmal hochladen | Wohnhaus                                                                                          | Hainaer Dorfstraße 35                                                        |           |              |    |
| BW                                      | Kindergarten / Christian-Heurich-Haus                                                             | Hainaer Heurichstraße 1 Flurstück(e) 484/2 (Karte)                           |           |              |    |
| BW                                      | Wasserschloss mit Grundstück                                                                      | Hainaer Mühlgasse 1 Anwesen in zentraler Ortslage Flurstück(e) 603/3 (Karte) |           |              |    |
| BW                                      | Gutsanlage mit Grundstück                                                                         | Hofhausgasse 5 Flurstück(e) 595/7, 595/9 (Karte)                             |           |              |    |
| weitere Bilder Fotos hochladen          | Kirche mit Ausstattung, Friedhof, Gefallenendenkmal und Einfriedung / Evangelische Johanniskirche | Kirchgasse 1 Flurstück(e) 342, 343/2, 398/3 (Karte)                          |           |              |    |
| Direkt Bild zu diesem Denkmal hochladen | Wohnhaus                                                                                          | Kirchgasse 76                                                                |           |              |    |
| BW                                      | Villa mit Nebengebäude, Parkarchitektur und Parkgrundstück / Waldpark Wuthaburg                   | Richard-Wuth-Straße 9 Flurstück(e) 1904/14 (Karte)                           |           |              |    |
| BW                                      | Gehöft                                                                                            | Scharfewindgasse 1 Flurstück(e) 1/2 (Karte)                                  |           |              |    |
| BW                                      | Wohnhaus                                                                                          | Scharfewindgasse 3a Flurstück(e) 3/3 (Karte)                                 |           |              |    |

### Hindfeld
| Bild                           | Bezeichnung            | Lage                                                                   | Datierung | Beschreibung | ID |
| ------------------------------ | ---------------------- | ---------------------------------------------------------------------- | --------- | ------------ | -- |
| BW                             | Backhaus               | Hindfelder Dorfstraße o. Nr. Flur 3 / Flurstück(e) 73/14, 74/1 (Karte) |           |              |    |
| BW                             | Rittergut              | Hindfelder Dorfstraße 31 Flur 3 / Flurstück(e) 84/2 (Karte)            |           |              |    |
| weitere Bilder Fotos hochladen | Kirche mit Ausstattung | Hindfelder Dorfstraße 32 Flur 3 / Flurstück(e) 85 (Karte)              |           |              |    |

### Mendhausen
| Bild                           | Bezeichnung | Lage                                                             | Datierung | Beschreibung | ID |
| ------------------------------ | --- | ---------------------------------------------------------------- | --------- | ------------ | -- |
| BW                             | Wohnhaus | Am Kirchgarten 7 Flurstück(e) 2222 (Karte)                       |           |              |    |
| BW                             | Wohnhaus | Am Kirchgarten 90 Flurstück(e) 2216/2, 2219 (Karte)              |           |              |    |
| BW                             | Wohnhaus | Am Kirchgarten 91 Flurstück(e) 2220 (Karte)                      |           |              |    |
| BW                             | Wohnhaus | Hintere Gasse 80 Flurstück(e) 2198 (Karte)                       |           |              |    |
| weitere Bilder Fotos hochladen | Kirche mit Ausstattung, Kirchhof, 3 Glocken (auf dem Kirchhof aufgestellt), Gefallenendenkmal, Te / Evangelisch-lutherische St. Peter und Paul Kirche | Holundergasse 95 Flurstück(e) 2221 (Karte)                       |           |              |    |
| BW                             | Gehöft | Mendhäuser Hauptstraße 12 Flurstück(e) 2021 (Karte)              |           |              |    |
| BW                             | Gehöft mit Innenausstattung / Mönchshof | Mönchshof 5, 6, 7, 9 Flurstück(e) 1869, 1870, 1871, 1872 (Karte) |           |              |    |

### Milz
| Bild                           | Bezeichnung                                           | Lage                                                                             | Datierung | Beschreibung | ID |
| ------------------------------ | ----------------------------------------------------- | -------------------------------------------------------------------------------- | --------- | ------------ | -- |
| BW                             | Gemeindekeller                                        | Alte Poststraße o. Nr. Flurstück(e) 11 (Karte)                                   |           |              |    |
| BW                             | Gaststätte / Zur alten Post                           | Alte Poststraße 8 auch im ENS Ortskern Umgebungsschutz Flurstück(e) 81/1 (Karte) |           |              |    |
| BW                             | Wohnhaus                                              | Gerbergasse 4 Flurstück(e) 323 (Karte)                                           |           |              |    |
| BW                             | Wohnhaus und Nebengebäude, Grundstück / Alte Schmiede | Milzer Hauptstraße 14 Flurstück(e) 13 (Karte)                                    |           |              |    |
| BW                             | Kindergarten                                          | Milzer Hauptstraße 2 Flurstück(e) 101 (Karte)                                    |           |              |    |
| weitere Bilder Fotos hochladen | Kirche mit Ausstattung, Gefallenendenkmal, Kirchhof   | Milzer Hauptstraße 20 Flurstück(e) 1, 2, 3, 4, 5, 6, 7, 8, 9 (Karte)             |           |              |    |
| BW                             | Gehöft                                                | Milzer Hauptstraße 35 Flurstück(e) 333 (Karte)                                   |           |              |    |
| Fotos hochladen                | Torhaus                                               | Obertorstraße 23 Flurstück(e) 298/4 (Karte)                                      |           |              |    |
| BW                             | Wohnhaus                                              | Speckentorstraße 17 Flurstück(e) 357/2 (Karte)                                   |           |              |    |
| BW                             | Geleitstein                                           | Untertorstraße o. Nr. Flurstück(e) 1859 (Karte)                                  |           |              |    |

### Römhild
| Bild                                    | Bezeichnung                                                                | Lage | Datierung | Beschreibung    | ID |
| --------------------------------------- | -------------------------------------------------------------------------- | --- | --------- | --------------- | -- |
| BW                                      | Wohnhaus Nebengebäude Grundstück Einfriedung                               | Alte Hindfelder Straße 17 (Karte)                                                                                                |           |                 |    |
| BW                                      | Kommandantur und Freifläche                                                | Am Großen Gleichberg 1 (Karte)                                                                                                   |           |                 |    |
| BW                                      | Sanatorium / ehem. Lungenheilstätte                                        | Am Großen Gleichberg 2 (Karte)                                                                                                   |           |                 |    |
| BW                                      | Pfarrhaus, Nebengebäude, Grundstück und Einfriedung                        | Am Stift 2 auch im ENS Stadtkern Flurstück(e) 409 (Karte)                                                                        |           |                 |    |
| BW                                      | Grabstätte / Grabstätte Familie Weiher (Weyher)                            | An der Mauer 2 Friedhof, Abt. XI, Nr. 39 auch im ENS Stadtkern (Karte)                                                           |           |                 |    |
| BW                                      | Ehrenmal und Ehrenhain                                                     | An der Mauer 2 Friedhof auch im ENS Stadtkern (Karte)                                                                            |           |                 |    |
| Fotos hochladen                         | Friedhofskirche mit Ausstattung und Friedhof mit Einfriedung               | An der Mauer 2 auch im ENS Stadtkern Flurstück(e) 647/1, 647/2, 648/3, 648/4, 650 (Karte)                                        |           |                 |    |
| BW                                      | Ehrenfriedhof und Einfriedung                                              | An der Mauer 2 auch im ENS Stadtkern Flurstück(e) 651, 652 (Karte)                                                               |           |                 |    |
| BW                                      | Gedenkstätte                                                               | An der Mauer 2 Friedhof auch im ENS Stadtkern Flurstück(e) 648/3 (Karte)                                                         |           |                 |    |
| BW                                      | Portal                                                                     | An der Mauer 7, Dr.-Ernst-Hönn-Straße 20 auch im ENS Stadtkern Flurstück(e) 295/2 (Karte)                                        |           |                 |    |
| BW                                      | Staatliche Regelschule Römhild mit Toilettenhaus, Schulhof und Einfriedung | An der Spring 5 (Karte) |           |                 |    |
| weitere Bilder Fotos hochladen          | Kirche                                                                     | Griebelstraße 11 Flurstück(e) 405 (Karte)                                                                                        |           | mit Ausstattung |    |
| weitere Bilder Fotos hochladen          | Schloss Glücksburg                                                         | Griebelstraße 28 auch im ENS Stadtkern Flurstück(e) 448/9, 453/11 (Karte)                                                        |           |                 |    |
| BW                                      | Decke                                                                      | Griebelstraße 3 Bürgerhaus (Obergeschoß Hauptgebäude und Obergeschoß Seitentrakt) auch im ENS Stadtkern Flurstück(e) 400 (Karte) |           |                 |    |
| Fotos hochladen                         | Hof- und Mohrenapotheke mit Nebengebäude                                   | Griebelstraße 7 auch im ENS Stadtkern (Karte)                                                                                    |           |                 |    |
| BW                                      | Denkmal Rektor W. Jung                                                     | Gustav-F.-Höfling-Straße o. Nr. im Schlossgarten auch im ENS Stadtkern Flurstück(e) 453/6 (Karte)                                |           |                 |    |
| BW                                      | Kindergarten, sogenanntes Charlottenheim                                   | Gustav-F.-Höfling-Straße 3 (Karte)                                                                                               |           |                 |    |
| BW                                      | Wohnhaus                                                                   | Heurichstraße 1 Flurstück(e) 657/4 (Karte)                                                                                       |           |                 |    |
| BW                                      | Kavaliershaus und Hofgebäude                                               | Heurichstraße 10 (Karte) |           |                 |    |
| BW                                      | Kavaliershaus, Hofgebäude                                                  | Heurichstraße 12 (Karte) |           |                 |    |
| BW                                      | Kavaliershaus und Hofgebäude, sogenanntes Grötzner’sches Haus              | Heurichstraße 14 Flurstück(e) 794 (Karte)                                                                                        |           |                 |    |
| BW                                      | Brunnenhaus                                                                | Heurichstraße 28, 30 Flurstück(e) 748/8 (Karte)                                                                                  |           |                 |    |
| weitere Bilder Fotos hochladen          | Badeanstalt, Medizinisches Bad                                             | Heurichstraße 33 (Karte) |           |                 |    |
| BW                                      | Kavaliershaus, Hofgebäude, Hof / Prinzenpalais                             | Heurichstraße 8 Flurstück(e) 802/3 (Karte)                                                                                       |           |                 |    |
| weitere Bilder Fotos hochladen          | Katholische Kirche Heilig Kreuz                                            | Höhenstraße 6 (Karte) |           | mit Ausstattung |    |
| Direkt Bild zu diesem Denkmal hochladen | Portal                                                                     | Karl-Marx-Straße 11 |           |                 |    |
| Fotos hochladen                         | Brunnen / Marktbrunnen                                                     | Markt o. Nr. auch im ENS Stadtkern (Karte)                                                                                       |           |                 |    |
| BW                                      | Wohnhaus                                                                   | Markt 11 auch im ENS Stadtkern (Karte)                                                                                           |           |                 |    |
| weitere Bilder Fotos hochladen          | Glockenturm mit Uhrturm und Ausstattung                                    | Markt 2 auf dem Rathaus auch im ENS Stadtkern (Karte)                                                                            |           |                 |    |
| BW                                      | Werkstatt- und Wohngebäude                                                 | Römhilder Steinweg 10 Flurstück(e) 1116/1 (Karte)                                                                                |           |                 |    |
| BW                                      | Mühle / Spitalmühle                                                        | Spitalstraße 38 (Karte) |           |                 |    |
| BW                                      | Villa / Villa Steinsburg                                                   | Waldhaussiedlung 19 auch im ENS Waldhaussiedlung Flurstück(e) 3582/34, 3582/35 (Karte)                                           |           |                 |    |
| weitere Bilder Fotos hochladen          | Museum und Grundstück / Steinsburgmuseum                                   | Waldhaussiedlung 8 auch im ENS Waldhaussiedlung Flurstück(e) 3584/16 (Karte)                                                     | 1929      |                 |    |
| weitere Bilder Fotos hochladen          | Burg mit Kapelle / Steinsburg mit Michaelskapelle                          | Gemarkung: Kleiner Gleichberg Flur:0 Flurstück: 6,7 (Karte)                                                                      |           |                 |    |
| Direkt Bild zu diesem Denkmal hochladen | Grenze / Übungs- und Lehrgrenze                                            | Koordinaten fehlen! Hilf mit. |           |                 |    |
| Fotos hochladen                         | Stadtbefestigung mit Torturm                                               | auch im ENS Stadtkern Flurstück(e) 286 (Karte)                                                                                   |           |                 |    |
| BW                                      | Jagdgrenzstein                                                             | Standort unweit nordwestlich vom Untertor-Turm, Dr.-Ernst-Hönn-Straße 28 auch im ENS Stadtkern (Karte)                           |           |                 |    |
| weitere Bilder Fotos hochladen          | Gedenkstätte / (Gedenkstätte) Großer Gleichberg                            | am Großen Gleichberg Flurstück(e) 3594, 3584/23, 3953/2, 3590/2 (Karte)                                                          |           |                 |    |

### Roth
| Bild                                    | Bezeichnung                                                         | Lage                                              | Datierung | Beschreibung | ID |
| --------------------------------------- | ------------------------------------------------------------------- | ------------------------------------------------- | --------- | ------------ | -- |
| Direkt Bild zu diesem Denkmal hochladen | Wohnhaus mit Nebengebäude                                           | Dorfstraße 50                                     |           |              |    |
| BW                                      | Wohnhaus mit Nebengebäude / ehem. Gasthaus Zur guten Quelle         | Gleichamberger Straße 12 (Karte)                  |           |              |    |
| BW                                      | Gehöft                                                              | Gleichamberger Straße 7 Flurstück(e) 46/8 (Karte) |           |              |    |
| BW                                      | Brunnen                                                             | Sackgasse östliche Straßenseite (Karte)           |           |              |    |
| Direkt Bild zu diesem Denkmal hochladen | Gehöft                                                              | Sackgasse 31                                      |           |              |    |
| Direkt Bild zu diesem Denkmal hochladen | Wohnhaus mit Nebengebäude                                           | Sackgasse 35                                      |           |              |    |
| weitere Bilder Fotos hochladen          | Kirche mit Ausstattung, Friedhof, Einfriedung und Gefallenendenkmal | Vorderdorf o. Nr. Flurstück(e) 98/2 (Karte)       |           |              |    |

### Simmershausen
| Bild                                    | Bezeichnung                         | Lage                                                          | Datierung | Beschreibung | ID |
| --------------------------------------- | ----------------------------------- | ------------------------------------------------------------- | --------- | ------------ | -- |
| weitere Bilder Fotos hochladen          | Kirche mit Ausstattung / St. Marien | Mittlere Ortsstraße o. Nr.; Zur Aue Flurstück(e) 83/5 (Karte) |           |              |    |
| BW                                      | Schule                              | Mittlere Ortsstraße 24 (Karte)                                |           |              |    |
| Direkt Bild zu diesem Denkmal hochladen | Brauhaus                            | Mittlere Ortsstraße 68                                        |           |              |    |
| BW                                      | Gehöft                              | Rother Weg 8 (Karte)                                          |           |              |    |
| Direkt Bild zu diesem Denkmal hochladen | Wohnhaus                            | Adresse nicht mehr aktuell (DDR-K HBN); Lage unbekannt        |           |              |    |

### Sülzdorf
| Bild                           | Bezeichnung                                 | Lage                                  | Datierung | Beschreibung | ID |
| ------------------------------ | ------------------------------------------- | ------------------------------------- | --------- | ------------ | -- |
| BW                             | Hoftoranlage                                | Hauptstraße 10 (Karte)                |           |              |    |
| weitere Bilder Fotos hochladen | Kirche mit Ausstattung / Zum Kripplein Jesu | Ortsstraße 30 Flurstück(e) 45 (Karte) |           |              |    |

### Westenfeld
| Bild                           | Bezeichnung                                    | Lage                                       | Datierung | Beschreibung | ID |
| ------------------------------ | ---------------------------------------------- | ------------------------------------------ | --------- | ------------ | -- |
| weitere Bilder Fotos hochladen | Kirche mit Ausstattung                         | Kirchplatz 81 Flurstück(e) 86 (Karte)      |           |              |    |
| BW                             | Gehöft                                         | Schulzenberg 22 Flurstück(e) 36/2 (Karte)  |           |              |    |
| BW                             | Wohnhaus                                       | Wedelsgasse 64 Flurstück(e) 92/2 (Karte)   |           |              |    |
| BW                             | Gemeindehaus und Backhaus / Altes Gemeindehaus | Wedelsgasse 73 Flurstück(e) 84 (Karte)     |           |              |    |
| BW                             | Wohnhaus                                       | Wehnersgasse 45 Flurstück(e) 142/2 (Karte) |           |              |    |

### Zeilfeld
| Bild                                    | Bezeichnung                                                     | Lage                                                                                    | Datierung        | Beschreibung | ID |
| --------------------------------------- | --------------------------------------------------------------- | --------------------------------------------------------------------------------------- | ---------------- | ------------ | -- |
| BW                                      | Brunnen                                                         | Dorfstraße vor dem Brauhaus (NO-Giebel) (Karte)                                         |                  |              |    |
| BW                                      | Brunnen                                                         | Dorfstraße Ecke Straße zum hinteren Dorf (Karte)                                        |                  |              |    |
| BW                                      | Backhaus                                                        | Dorfstraße südöstlich der Kirche an der Kirchhofsmauer (Karte)                          |                  |              |    |
| Direkt Bild zu diesem Denkmal hochladen | Gehöft                                                          | Dorfstraße 16                                                                           |                  |              |    |
| Direkt Bild zu diesem Denkmal hochladen | Brauhaus                                                        | Dorfstraße 67                                                                           |                  |              |    |
| Direkt Bild zu diesem Denkmal hochladen | Behelfsheim                                                     | Dorfstraße 92                                                                           |                  |              |    |
| BW                                      | Brunnen                                                         | Hauptstraße Kreuzung Römhild/Gleichamberg/Hildburghausen, südliche Straßenseite (Karte) |                  |              |    |
| weitere Bilder Fotos hochladen          | Ev. Kirche St. Oswald mit Ausstattung, Friedhof und Einfriedung | Reuriether Straße o. Nr. Flurstücke 11, 12/3 (Karte)                                    | Unbekannter Wert |              |    |
| BW                                      | Brunnen                                                         | Straße zum oberen Dorf, vor Haus Nr. 50 (Karte)                                         |                  |              |    |

## Bodendenkmale

### Gleichamberg
| Bild                                    | Bezeichnung                    | Lage | Datierung | Beschreibung | ID |
| --------------------------------------- | ------------------------------ | --- | --------- | ------------ | -- |
| Direkt Bild zu diesem Denkmal hochladen | Befestigungsanlage ‚Rentmauer‘ | Gipfelplateau und Westhang des Gleichberges, Gemarkungen Gleichamberg, Großer Gleichberg, Römhild, Milz Gemarkung Gleichamberg / Flurstück(e) 1820, 455/2, 455/4, 456, 457, 458, 459/1, 459/2, 459/3, 460, 461, 462; Gemarkung Großer Gleichberg / Flurstück(e) 10/3, 1/1; Gemarkung Milz / Flurstück(e) 1612/14, 1612/15; Gemarkung Römhild / Flurstück(e) 3589/11 |           |              |    |

### Gleicherwiesen
| Bild                                    | Bezeichnung         | Lage | Datierung | Beschreibung | ID |
| --------------------------------------- | ------------------- | --- | --------- | ------------ | -- |
| Direkt Bild zu diesem Denkmal hochladen | Befestigung         | Ortslage, östlich der Kirche Flurstück(e) 202/2 |           |              |    |
| Direkt Bild zu diesem Denkmal hochladen | Sächsische Landwehr | sö des Ortes, entlang Gemarkungsgrenze Gleicherwiesen/Streufdorf Flurstück(e) 786/1, 815, 816, 817/2, 817/3, 818, 819, 820/5, 826, 839/2, 846/2, 855, 857/2; Gemarkung Streufdorf / Flurstück(e) 1953/3, 1954, 2010/6, 2063 |           |              |    |

### GemarkungGroßer Gleichberg
| Bild                                    | Bezeichnung                    | Lage | Datierung | Beschreibung | ID |
| --------------------------------------- | ------------------------------ | --- | --------- | ------------ | -- |
| Direkt Bild zu diesem Denkmal hochladen | Burgareal ‚Milzer Altenburg‘   | Sporn am unteren Westhang des Großen Gleichberges, ca. 50 m über dem Merzelbach und ca. 240 m unterhalb der Kuppe des Großen Gleichberges Flurstück(e) 25/9; Gemarkung Römhild / Flurstück(e) 3318 |           |              |    |
| Direkt Bild zu diesem Denkmal hochladen | Hügelgräberfeld                | Im ‚Merzelbach‘; Alte Forstdistrikte B 1 und B 4 bei Höhe 636,3 m südöstlich vom Ort Flurstück(e) 54/12 |           |              |    |
| Direkt Bild zu diesem Denkmal hochladen | Befestigungsanlage ‚Rentmauer‘ | Gipfelplateau und Westhang des Gleichberges, Gemarkungen Gleichamberg, Großer Gleichberg, Römhild, Milz Gemarkung Gleichamberg / Flurstück(e) 1820, 455/2, 455/4, 456, 457, 458, 459/1, 459/2, 459/3, 460, 461, 462; Gemarkung Großer Gleichberg / Flurstück(e) 10/3, 1/1; Gemarkung Milz / Flurstück(e) 1612/14, 1612/15; Gemarkung Römhild / Flurstück(e) 3589/11 |           |              |    |

### Haina
| Bild                                    | Bezeichnung                | Lage | Datierung | Beschreibung | ID |
| --------------------------------------- | -------------------------- | --- | --------- | ------------ | -- |
| Direkt Bild zu diesem Denkmal hochladen | Landwehrabschnitt          | Verlauf vom westlichen Fuß des Kleinen Gleichberges bis zum östlichen Fußbereich des Queienberges, entlang der Frankenschwelle Flurstück(e) 1016/9, 1262/2, 2191, 2476/2, 2484/3, 2492, 2510/1, 2565/1, 964/1, 964/2, 972, 973, 974, 980, 987/4; Gemarkung Schwabhausen / Flurstück(e) 114, 115, 553; Gemarkung Westenfeld / Flurstück(e) 1052, 1073, 1076/2, 1076/3, 473, 475, 476, 491/2, 492, 507 |           |              |    |
| Direkt Bild zu diesem Denkmal hochladen | Wasserburg                 | Ortslage Flurstück(e) 599/5, 603/3, 608, 609 |           |              |    |
| Direkt Bild zu diesem Denkmal hochladen | Siedlungsareal             | sö Ortsrand, nördlich des Augrabens Flurstück(e) 1420, 1426, 491/7, 517 |           |              |    |
| Direkt Bild zu diesem Denkmal hochladen | Steinkreuz ‚Schulzenstein‘ | Ortslage, vor westl. Friedhofsmauer, südlich der Kirche (1980 umgesetzt); umgesetzt in die Ortslage in die Nähe des Kriegerdenkmales (1980) Flurstück(e) 398/3 |           |              |    |
| Direkt Bild zu diesem Denkmal hochladen | Kreuzstein                 | Ortslage, Ostseite der Friedhofumfassungsmauer, Friedhof-seitig bündig in die Mauer eingelassen Flurstück(e) 343/2 |           |              |    |

### GemarkungKleiner Gleichberg
| Bild                                    | Bezeichnung                     | Lage | Datierung | Beschreibung | ID |
| --------------------------------------- | ------------------------------- | --- | --------- | ------------ | -- |
| Direkt Bild zu diesem Denkmal hochladen | Befestigungsanlage ‚Steinsburg‘ | Kleiner Gleichberg Gemarkung Dingsleben / Flurstück(e) 967/2; Gemarkung Kleiner Gleichberg / Flurstück(e) 10, 11/1, 11/2, 11/4, 12, 14, 16, 20/3, 20/4, 21, 22, 24/1, 25, 26, 27/12, 27/9, 3/7, 5, 6, 7, 8, 9; Gemarkung Zeilfeld / Flurstück(e) 957, 958/3, 958/4, 958/5, 958/6, 958/7, 958/8, 959/2, 960/1, 960/2, 961, 965/3, 965/4, 965/5, 967, 968 |           |              |    |
| Direkt Bild zu diesem Denkmal hochladen | Hügelgrab                       | Nahe ehem. Waldarbeiterhaus, ehem. Forstdistrikt (7); südlich der Straße Römhild-Waldhaus Flurstück(e) 32/16 |           |              |    |
| Direkt Bild zu diesem Denkmal hochladen | Hügelgrab                       | ca. 200 m nordwestlich der Waldhaussiedlung, Südfuß Kleiner Gleichberg, ehemals Forstdistrikt (6) Flurstück(e) 27/12 |           |              |    |

### Mendhausen
| Bild                                    | Bezeichnung                                                                           | Lage | Datierung | Beschreibung | ID |
| --------------------------------------- | ------------------------------------------------------------------------------------- | --- | --------- | ------------ | -- |
| Direkt Bild zu diesem Denkmal hochladen | Anlage der DDR-Grenzsicherung: Gruppenerdstellung zur Beobachtung/Verteidigung        | ca. 2,5 m nnw von Mendhausen, im Grenzstreifen, unmittelbar ö des Kolonnenweges, ca. Höhe der Habichtsburg Flurstück(e) 1410                                |           |              |    |
| Direkt Bild zu diesem Denkmal hochladen | DDR-Grenzsicherung: Gruppenerdstellung                                                | ca. 2,5 km nw von Mendhausen, ca. 30 m vor Grenzlinie südlich des Grenzstreifens im vorgelagerten Hoheitsgebiet der DDR nö des Seebenberg Flurstück(e) 1405 |           |              |    |
| Direkt Bild zu diesem Denkmal hochladen | Anlage der DDR-Grenzsicherung: Beobachtungs-/ Aufklärungs- und Verteidigungsstellung  | ca. 2 km nnw von Mendhausen, im Grenzstreifen, Höhe Habichtsburg Flurstück(e) 1410                                                                          |           |              |    |
| Direkt Bild zu diesem Denkmal hochladen | ‚Habichtsburg‘, auch ‚Alte Burg‘ genannt                                              | ca. 2 km nnw von Mendhausen, im ehemaligen Grenzstreifen der DDR Flurstück(e) 1411, 1419, 1420, 1421, 1422, 1423, 1424, 1425, 1426, 1427, 1428, 1429        |           |              |    |
| Direkt Bild zu diesem Denkmal hochladen | Anlage der DDR-Grenzsicherung: Beobachtungs-/ Aufklärungs-/ Verteidigungsstellung     | ca. 2,4 km nnw von Mendhausen, im Grenzstreifen, unmittelbar östlich des Kolonnenweges Flurstück(e) 1410                                                    |           |              |    |
| Direkt Bild zu diesem Denkmal hochladen | DDR-Grenzsicherung: vorgelagerte Beobachtungs- und Aufklärungsstellung auf Höhnhügeln | Höhnhügel, ca. 2 km nnw des Ortes, östlich der Straße Mendhausen-Behrungen, ca. 700 m östlich des Grenzstreifens Flurstück(e) 1854                          |           |              |    |

### Milz
| Bild                                    | Bezeichnung                    | Lage | Datierung | Beschreibung | ID |
| --------------------------------------- | ------------------------------ | --- | --------- | ------------ | -- |
| Direkt Bild zu diesem Denkmal hochladen | Wart-/ Mordhügel               | südwestlich vom Ort auf der Höhe 332,9 m Flurstück(e) 2753 |           |              |    |
| Direkt Bild zu diesem Denkmal hochladen | Befestigungsanlage ‚Rentmauer‘ | Gipfelplateau und Westhang des Gleichberges, Gemarkungen Gleichamberg, Großer Gleichberg, Römhild, Milz Gemarkung Gleichamberg / Flurstück(e) 1820, 455/2, 455/4, 456, 457, 458, 459/1, 459/2, 459/3, 460, 461, 462; Gemarkung Großer Gleichberg / Flurstück(e) 10/3, 1/1; Flurstück(e) 1612/14, 1612/15; Gemarkung Römhild / Flurstück(e) 3589/11 |           |              |    |
| Direkt Bild zu diesem Denkmal hochladen | befestigter Kirchhof           | Ortslage Flurstück(e) 1, 10, 11, 12, 2, 3, 4, 5, 6, 7, 8, 9 |           |              |    |

### Mönchshof
| Bild                                    | Bezeichnung | Lage                                                                             | Datierung | Beschreibung | ID |
| --------------------------------------- | ----------- | -------------------------------------------------------------------------------- | --------- | ------------ | -- |
| Direkt Bild zu diesem Denkmal hochladen | Gräberfeld  | Geländerücken im Mönchsholz, ca.900m ssö der Kirche von Sülzdorf Flurstück(e) 24 |           |              |    |
| Direkt Bild zu diesem Denkmal hochladen | Hügelgrab   | Mönchsholz, am N-Rand des NO-Plateaus der ‚Bassgeige‘ Flurstück(e) 28/2          |           |              |    |

### Römhild
| Bild                                    | Bezeichnung                                      | Lage | Datierung | Beschreibung | ID |
| --------------------------------------- | ------------------------------------------------ | --- | --------- | ------------ | -- |
| Direkt Bild zu diesem Denkmal hochladen | Burganlage ‚Hartenburg‘                          | östlich vom Ort Flurstück(e) 3447, 3481/3, 3482, 3483, 3484, 3485 |           |              |    |
| Direkt Bild zu diesem Denkmal hochladen | Stadtgraben                                      | Ortslage an der West- und Nordwestseite der Altstadt Flurstück(e) 1966/15, 438/4, 628/3, 629/10, 629/8, 629/9, 630, 632/6, 632/9, 633/2, 634/2, 635/2, 636/2, 637/2, 638/2, 639, 640, 641/3, 641/6, 642/5, 643/2, 644/2, 645/2, 646/5, 647/1, 647/2, 648/2, 648/3, 648/4, 649/2, 650, 651, 652, 653/5, 654, 655                                 |           |              |    |
| Direkt Bild zu diesem Denkmal hochladen | Übungs- und Lehrgrenzanlage der DDR-Grenztruppen | ca. 500 m sw des Jugendheims ‚Gleichberge‘ Flurstück(e) 54/12 |           |              |    |
| Direkt Bild zu diesem Denkmal hochladen | Burgareal ‚Milzer Altenburg‘                     | Sporn am unteren Westhang des Großen Gleichberges, ca. 50 m über dem Merzelbach und ca. 240 m unterhalb der Kuppe des Großen Gleichberges Gemarkung Großer Gleichberg / Flurstück(e) 25/9; Flurstück(e) 3318 |           |              |    |
| Direkt Bild zu diesem Denkmal hochladen | Brunnen                                          | zwischen Hartenburg und Milzer Altenburg Flurstück(e) 3380 |           |              |    |
| Direkt Bild zu diesem Denkmal hochladen | Landwehr                                         | Zieht über den Eichelberg zum kleinen Gleichberg, von tiefem Hohlweg der Weinstraße überquert; am Eichelberggipfel von einer Gartenanlage gestört. Flurstück(e) 2776, 2812; Gemarkung Schwabhausen / Flurstück(e) 985/4 |           |              |    |
| Direkt Bild zu diesem Denkmal hochladen | Befestigungsanlage ‚Rentmauer‘                   | Gipfelplateau und Westhang des Gleichberges, Gemarkungen Gleichamberg, Großer Gleichberg, Römhild, Milz Gemarkung Gleichamberg / Flurstück(e) 1820, 455/2, 455/4, 456, 457, 458, 459/1, 459/2, 459/3, 460, 461, 462; Gemarkung Großer Gleichberg / Flurstück(e) 10/3, 1/1; Gemarkung Milz / Flurstück(e) 1612/14, 1612/15; Flurstück(e) 3589/11 |           |              |    |
| Direkt Bild zu diesem Denkmal hochladen | Befestigungsanlage                               | auf dem Hühnerberg (371,0 m) Flurstück(e) 3547 |           |              |    |

### Roth
| Bild                                    | Bezeichnung                     | Lage | Datierung | Beschreibung | ID |
| --------------------------------------- | ------------------------------- | --- | --------- | ------------ | -- |
| Direkt Bild zu diesem Denkmal hochladen | Sächsische Landwehr - Abschnitt | vom Kleeberg über Ortslage und Mittelberg zum Höhnberg Flurstück(e) 1255/1, 1255/2, 1256/3, 949; Gemarkung Zeilfeld / Flurstück(e) 417, 684/2, 684/3, 684/4, 685/2 |           |              |    |
| Direkt Bild zu diesem Denkmal hochladen | Sächsische Landwehr - Abschnitt | aus Rtg Zeilfeld westlich an Roth vorbeiführend, ca. 1 km ssw von Roth die Straße Rtg. Buchenhof querend, Rtg. Stausee Roth, Flur ‚Landwehr‘ Flurstück(e) 749/1, 749/2, 760/10, 776/12, 776/7, 783/11, 784/5, 784/7, 786, 787/14, 787/16, 869/2, 873/6, 873/8, 953/2, 956, 957, 963 |           |              |    |

### Schwabhausen
| Bild                                    | Bezeichnung                      | Lage | Datierung | Beschreibung | ID |
| --------------------------------------- | -------------------------------- | --- | --------- | ------------ | -- |
| Direkt Bild zu diesem Denkmal hochladen | Hügelgrab                        | Nordabhang des kleinen Gleichberges; unmittelbar am Waldrand vom Schwarzen Stockweg nach dem Dingslebener Nacken zu. Gemarkung Schwabhausen / Flurstück(e) 715, 720/2, 754/2 |           |              |    |
| Direkt Bild zu diesem Denkmal hochladen | Bodendenkmal / Landwehrabschnitt | Verlauf vom westlichen Fuß des Kleinen Gleichberges bis zum östlichen Fußbereich des Queienberges, entlang der Frankenschwelle Gemarkung Haina / Flurstück(e) 1016/9, 1262/2, 2191, 2476/2, 2484/3, 2492, 2510/1, 2565/1, 964/1, 964/2, 972, 973, 974, 980, 987/4; Gemarkung Schwabhausen / Flurstück(e) 114, 115, 553; Gemarkung Westenfeld / Flurstück(e) 1052, 1073, 1076/2, 1076/3, 473, 475, 476, 491/2, 492, 507 |           |              |    |
| Direkt Bild zu diesem Denkmal hochladen | Landwehr                         | Zieht über den Eichelberg zum kleinen Gleichberg, von tiefem Hohlweg der Weinstraße überquert; am Eichelberggipfel von einer Gartenanlage gestört. Gemarkung Römhild / Flurstück(e) 2776, 2812; Gemarkung Schwabhausen / Flurstück(e) 985/4 |           |              |    |
| Direkt Bild zu diesem Denkmal hochladen | Siedlungsareal                   | Gemarkung Schwabhausen, am oberen Ausgang des Dörflesgrabens, nördlich vom Kleinen Gleichberg Gemarkung Schwabhausen / Flurstück(e) 677, 678, 679, 680, 681 |           |              |    |

### Simmershausen
| Bild                                    | Bezeichnung                  | Lage | Datierung | Beschreibung | ID |
| --------------------------------------- | ---------------------------- | --- | --------- | ------------ | -- |
| Direkt Bild zu diesem Denkmal hochladen | Sächsische Landwehr          | SW-Rand des Kührasenholzes, ca. 1,3 km westlich des Ortes Flurstück(e) 557/22, 558/11, 558/17, 558/18, 558/19, 558/22, 558/6, 662/2 |           |              |    |
| Direkt Bild zu diesem Denkmal hochladen | Kreuzstein                   | Ortslage, Grünfläche westlich vor ‚Mittlere Ortsstraße 29‘ Flurstück(e) 32/3                                                        |           |              |    |
| Direkt Bild zu diesem Denkmal hochladen | Hügelgräberfeld im Seeschlag | nördlicher Bereich des Waldes ‚Seeschlag‘, ca. 1,2 km nw der Kirche von Simmerhausen Flurstück(e) 559/17, 622, 624, 661/2           |           |              |    |

### Westenfeld
| Bild                                    | Bezeichnung       | Lage | Datierung | Beschreibung | ID |
| --------------------------------------- | ----------------- | --- | --------- | ------------ | -- |
| Direkt Bild zu diesem Denkmal hochladen | Steinkreuz        | südöstlicher Ortsrand, unmittelbar östlich der scharfen Kurfe, der nach Süden in Rtg. Sülzdorf führenden Straße Flurstück(e) 609 |           |              |    |
| Direkt Bild zu diesem Denkmal hochladen | Landwehrabschnitt | Verlauf vom westlichen Fuß des Kleinen Gleichberges bis zum östlichen Fußbereich des Queienberges, entlang der Frankenschwelle Gemarkung Haina / Flurstück(e) 1016/9, 1262/2, 2191, 2476/2, 2484/3, 2492, 2510/1, 2565/1, 964/1, 964/2, 972, 973, 974, 980, 987/4; Gemarkung Schwabhausen / Flurstück(e) 114, 115, 553; Gemarkung Westenfeld / Flurstück(e) 1052, 1073, 1076/2, 1076/3, 473, 475, 476, 491/2, 492, 507 |           |              |    |

### Zeilfeld
| Bild                                    | Bezeichnung                     | Lage | Datierung | Beschreibung | ID |
| --------------------------------------- | ------------------------------- | --- | --------- | ------------ | -- |
| Direkt Bild zu diesem Denkmal hochladen | Sächsische Landwehr - Abschnitt | vom Kleeberg über Ortslage und Mittelberg zum Höhnberg Gemarkung Roth / Flurstück(e) 1255/1, 1255/2, 1256/3, 949; Flurstück(e) 417, 684/2, 684/3, 684/4, 685/2 |           |              |    |
| Direkt Bild zu diesem Denkmal hochladen | Steinkreuz                      | Ortslage, Gottwaldgasse, Ecke Reuriether Straße Flurstück(e) 177/16 |           |              |    |
| Direkt Bild zu diesem Denkmal hochladen | Steinkreuz                      | Ortslage, Ortsausgang nach Roth, sw. Kreuzungsbereich Rother Straße / Ecke Waldhausstraße Flurstück(e) 597/4 |           |              |    |
| Direkt Bild zu diesem Denkmal hochladen | Befestigungsanlage ‚Steinsburg‘ | Kleiner Gleichberg Gemarkung Dingsleben / Flurstück(e) 967/2; Gemarkung Kleiner Gleichberg / Flurstück(e) 10, 11/1, 11/2, 11/4, 12, 14, 16, 20/3, 20/4, 21, 22, 24/1, 25, 26, 27/12, 27/9, 3/7, 5, 6, 7, 8, 9; Flurstück(e) 957, 958/3, 958/4, 958/5, 958/6, 958/7, 958/8, 959/2, 960/1, 960/2, 961, 965/3, 965/4, 965/5, 967, 968 |           |              |    |